# Khan al-Ahmar (village)
Khan al-Ahmar, en arabe : الخان الأحمر, est un village bédouin du gouvernorat de Jérusalem en Palestine. Il est situé en Cisjordanie, au nord de Jérusalem, entre les colonies israéliennes de Ma'aleh Adumim et de Kfar Adumim (en), du côté nord de l'autoroute 1, entre les intersections avec la route 437 et la route 458 (en).
En 2018, la localité compte une population comprise entre 173 et 180 habitants,.
Depuis 2010, Israël tente de démolir le village et d'en expulser ses habitants.